# Kanton Saint-Amand-en-Puisaye
Der Kanton Saint-Amand-en-Puisaye war bis 2015 ein französischer Kanton im Arrondissement Cosne-Cours-sur-Loire, im Département Nièvre und in der Region Burgund; sein Hauptort war Saint-Amand-en-Puisaye. Vertreter im Generalrat war zuletzt von 2001 bis 2015 Pascale de Mauraige. 
Der Kanton Saint-Amand-en-Puisaye war 180,50 km² groß und hatte (Stand: 1. Januar 2012) insgesamt 3468 Einwohner. Er lag im Mittel 242 Meter über Normalnull, zwischen 154 Meter in Arquian und 352 Meter in Bouhy.

## Gemeinden
Der Kanton bestand aus sechs Gemeinden:
| Gemeinde               | Einwohner Jahr | Fläche km² | Bevölkerungsdichte | Code INSEE | Postleitzahl |
| ---------------------- | -------------- | ---------- | ------------------ | ---------- | ------------ |
| Arquian                | 597 (2013)     | –          | – Einw./km²        | 58012      | 58310        |
| Bitry                  | 320 (2013)     | –          | – Einw./km²        | 58033      | 58310        |
| Bouhy                  | 446 (2013)     | –          | – Einw./km²        | 58036      | 58310        |
| Dampierre-sous-Bouhy   | 468 (2013)     | –          | – Einw./km²        | 58094      | 58310        |
| Saint-Amand-en-Puisaye | 1.278 (2013)   | –          | – Einw./km²        | 58227      | 58310        |
| Saint-Vérain           | 343 (2013)     | –          | – Einw./km²        | 58270      | 58310        |